# Achille Harlay de Sancy
Achille de Harlay de Sancy, obispo de Saint-Malo (1581-20 de noviembre de 1646), hijo de Nicolas de Harlay de Sancy, fue un clérigo, diplomático e intelectual francés. También destacó como lingüista y orientalista.
Fue educado en la Iglesia católica, pero renunció a su vocación para convertirse en soldado tras la muerte de su hermano mayor en 1601.
Durante siete años, de 1611 a 1618, ejerció de embajador del Imperio otomano, época en la que logró amasar la fortuna de 16.000 libras esterlinas por medios más que dudosos. El Sultán Mustafa I ordenó torturarlo debido a sus fraudes.
Harlay de Sancy logró adquirir una valiosa colección de manuscritos orientales, de los cuales todavía se conserva una gran parte en la Biblioteca Nacional de Francia, en París.
A su regreso a Francia, Harlay se unió a la Congregación del Oratorio de San Felipe Neri, y cuando François de Bassompierre fue enviado a Inglaterra en 1627 para regular las diferencias entre Enriqueta María y su esposo, Harlay de Sancy fue enviado al hogar eclesiástico de la reina, aunque Carlos I se aseguró de su despido.
Se convirtió en obispo de Saint-Malo en el año 1632.